# The Price of Fame (film 1916)
The Price of Fame è un film muto del 1916 diretto da Charles Brabin.

## Produzione
Il film fu prodotto dalla Vitagraph Company of America.

## Distribuzione
Distribuito dalla Greater Vitagraph (V-L-S-E), il film uscì nelle sale cinematografiche statunitensi il 13 novembre 1916.